# دانييل فيليسكيرك
دانييل فيليسكيرك (بالإنجليزية: Danny Philliskirk)‏ (مواليد 10 أبريل 1991 في أولدهام - إنجلترا) لاعب كرة قدم إنجليزي يلعب حاليا لصالح نادي الدرجة الممتازة تشيلسي الإنجليزي منذ 2007 في مركز المهاجم الثاني .

## روابط خارجية
- دانييل فيليسكيرك على موقع الاتحاد الأوربي (الإنجليزية)
- دانييل فيليسكيرك على موقع قاعدة بيانات كرة القدم.إي يو (الإنجليزية)
- دانييل فيليسكيرك على موقع Soccerbase.com (لاعب) (الإنجليزية)
- دانييل فيليسكيرك على موقع عالم كرة القدم.نت (الإنجليزية)
- دانييل فيليسكيرك على موقع كووورة